# 宫崎市定
宫崎市定（みやざき いちさだ，1901年8月20日—1995年4月13日），日本历史学家、京都学派史学學者。

## 简歷
1901年（明治三十四年）8月20日，宫崎出生在长野县东北部的千曲川左岸下水内郡秋津村静间（现在的饭山市）。
宫崎在读完当地的秋津小学、县立饭山中学后，成为了1919年9月刚刚设立的松本高等学校文科甲类的第一批学生。从中学到高中，他最热衷的就是创作和歌，因为仰慕岛崎藤村而起了宫崎藤仙东川的笔名。在松本高校，和同年级的几个学生发行了誊写版印刷品同人志。父亲市蔵往《阿拉拉提》杂志投稿并被岛木赤彦选中刊载。受此影响，宫崎自己的和歌也被赤彦选中，发表在同一个杂志上。这个时期的宫崎努力作诗，成为了杰出的文章好手，即使是写作学术论文，一般的读者也能轻松地读明白。
1922年宫崎进入京都帝国大学文学部史学科学习，师从内藤湖南、桑原隲蔵、羽田亨、狩野直喜等人专攻东洋史。
1925年（大正十四年）年末，大学毕业。宫崎作为一年的志愿兵进入宇都宫辎重兵第十四大队。兵役义务结束不久，宫崎作为教授赴任冈山的第六高等学校，两年后的1929年（昭和四年）春转任京都的第三高等学校的教授。
1930年，从京都大学研究生院退学，同年与小西松枝结婚，翌年担任京都大学文学部讲师。
1932年（昭和七年），日军入侵上海，宫崎接到召集令，被任命为第十四大队的马厂长来到上海附近，为了达成停战协定，负责维持当地治安，三个月后事息归国。1933年發表論文「古代支那賦税制度」、「支那城郭的起源異説」。
1935年，宫崎市定获得了到法国留学的机会。从1936年2月到1938年8月，他留法两年半。一路游历中东和欧洲诸国，后经美国归国。
1944年5月任京都帝国大学文学部教授。1950年，宫崎市定担任京都大学文学部长，同年出版『雍正帝：中国的独裁君主』。1955年起出任东洋史学会会长。1959年11月，宫崎作为京都大学分校主事，兼任所谓的教养部长，次年，因为反对日美安保改定的学生运动变得激昂，每天都不断地举行对策会议。在这样的非常时期，二十多年的赴外旅游计划逐个实现。1960年10月赴法国任巴黎大学客座教授，后回国。不久又赴美国，任哈佛大学客座教授。1962年7月回国。1965年于京都大学退休后任京大名誉教授，同时兼任德国汉堡大学和鲁尔大学客座教授。 
1958年以《九品官人法研究》荣获日本学士院奖，1978年获法兰西文学院颁发的汉学奖儒莲奖，1989年获日本政府文化功劳者奖章。
1983年出版《谜一般的七支刀》。
1991—1994年岩波书店出版了25卷本《宫崎市定全集》，其中就包括1983年出版的『中国史』（上・下）。
1995年，宫崎市定以九十五岁高龄辞世。